# Plaza Real de Tunja
La Plaza de la libertad de Tunja es un palacio de arquitectura republicana neoclásica de Tunja, declarado patrimonio nacional de Colombia por el Decreto 3070 del 20 de diciembre de 1990, lugar donde funcionaba la antigua Plaza de Mercado de la ciudad.

## Historia
Obra cumbre de la arquitectura Republicana en los siglos XIX y XX, su característica forma piramidal de estilo Neoclásico además de la cúpula de estilo Casino de Montecarlo son sus principales atributos. Fue construida al celebrarse el centenario de la Batalla de Boyacá en 1919 por el presidente Marco Fidel Suárez. Posteriormente 6 pabellones fueron construidos a su alrededor, y fue reinaugurada por el presidente Eduardo Santos el 6 de agosto de 1939, al conmemorarse 400 años de la fundación hispánica de la ciudad. Paradójicamente, uno de los monumentos de la independencia contra la monarquía española hoy se denomina popularmente plaza "real" tal vez en homenaje al rey derrotado en 1819.Principalmente se construyó para celebrar el centenario I de Tunja promoviendo la ciencia , ordenando la construcción de paballones necesarios.